# 青峪镇
青峪镇，原为青浴乡，是中华人民共和国四川省巴中市通江县下辖的一个乡镇级行政单位。2020年5月，撤销青浴乡，设立青峪镇，以原青浴乡所属行政区域为青峪镇的行政区域。

## 行政区划
青峪镇下辖以下地区：
青浴街道社区、蔡黄沟村、姜家坝村、龙王庙村、鹿角坪村、文昌村、邢家坪村、阎家坝村、玉坪寨村、张家坡村和垭口梁村。